# Tallerken
En tallerken er en beholder eller mindre flade med opbuet kant (fane) til at korttidsopbevare mad på. Spisetallerkener, der er beregnet til at spise mad af, ligner en mellemting mellem en skål og den større serveringstallerken.
Tallerkener er som oftest runde, men kan også være mangekantede eller rektangulære. 
Der findes
- dyb spisetallerken
- flad spisetallerken
- en serveringstallerken – fad

Den dybe tallerken er mere skållignende end den flade tallerken. Den dybe tallerken anvendes især til suppe og grød, mens den faste føde spises af flade tallerkener. Således vil der ofte følge en ske med til den dybe tallerken, mens den flade tallerken gerne sættes frem sammen med kniv og gaffel.
Der er flere formål med anvendelsen af tallerkener:
- Holde maden ren, umiddelbart før man spiser den.
- Hindre maden (eller rester af den) i at tilsnavse mennesker eller inventar.
- Holde maden kold eller varm.
- Transportere maden let over kortere strækninger.
- Forhindre fingrene i at blive kolde eller varme, mens maden bæres.

Der er samtidig andre egenskaber ved en tallerken, som kan gøre den mere praktisk:
- Den skal være let at gøre ren og helst kunne tåle opvaskemaskinevask.
- Den skal kunne tåle at blive sat i ovn med henblik på opvarmning af mad.

Nogle tallerkner er kostbart udsmykket og anvendes især som dekoration. Andre kan bruges som service ved særlige lejligheder. Særlige tallerkner er (platter). Feks. juleplatter fra Bing & Grøndahl og Den Kongelige Porcelænsfabrik. De er beregnet som julegaver til tjenestefolk, der fik godter på dem. 